# TANK
TANK je akronymum, které znamená t'ypická a'bsolutní n'ákladovost k'onstrukce a používá se jako ukazatel celkové nákladovosti investičních produktů. Jelikož náklady v investičních produktech se často liší v závislosti na zhodnocení podkladových aktiv (cenných papírů), vypočítává se ukazatel TANK na modelových situacích s předpokládanou mírou zhodnocení.
Například jestliže investujeme po dobu 30 let částku 1000 Kč měsíčně, při modelovém zhodnocení podkladových aktiv tempem 6 % p.a. nás na konci čeká 1 005 620 Kč (při měsíčním připisování úroků).
Za nákup a správu cenných papírů se však vždy platí nějaké poplatky a proto nikdy nedostaneme tuto částku na konci celou. Pokud má finanční produkt nákladovost vyjádřenou ukazatelem TANK na úrovni 10 %, dostaneme na konci 90 % budoucí hodnoty investice, jestliže je TANK 30 % pak pouze 70 %.
Aby byl ukazatel TANK skutečně relevantní, je nutné s jeho využitím srovnávat investice do ekvivalentních podkladových aktiv. Čím více se od tohoto benchmarku produkt vzdaluje, tím nižší je vypovídací hodnota ukazatele TANK.
Díky ukazateli TANK je možné porovnat náklady v investičních produktech, které mají velmi složité a těžko porovnatelné poplatkové struktury. Jeho vznik je datován do roku 2006 jako projekt tehdejšího redaktora časopisu Fondshop, Romana Stuchlíka a finančního poradce Víta Kalvody. Postupně se ukazatel TANK stal významným údajem pro popis vlastností především pro investiční životní pojištění a jiné produkty pravidelného investování do cenných papírů. Dnes je autoritou, která určuje hodnoty ukazatele TANK společnost TANK s.r.o.
Obdobou ukazatele TANK je ukazatel aTANK, který vyjadřuje, o jaké procento sníží poplatky roční výnos konkrétního produktu pravidelného investování v modelové situaci.
Do stejné rodiny indexů patří ukazatel PANK, ten určuje, kolik měsíčních plateb je u daného produktu použito na úhradu poplatků za založení smlouvy.